# Los Angeles County
Los Angeles County er et county i det sydlige Californien, USA, med 9,8 millioner indbyggere (pr. 1. april 2010). I Los Angeles County findes 88 byer blandt andet Los Angeles, Beverly Hills, Santa Monica, West Hollywood og Long Beach. Los Angeles County er i dag kun én del af storbyområdet Los Angeles. Los Angeles County grænser op til Orange County, San Bernardino County, Kern County og Ventura County.
Countyets areal er på 12.308 km², heraf er 10.518 km² land.
Los Angeles County er det county i USA, der har flest indbyggere - cirka 3 % af USA's befolkning bor der. Dette svarer til det samlede indbyggertal i de 1171 counties med mindst befolkning, eller det samlede indbyggertal i District of Columbia plus de ti delstater med mindst befolkning.

## Historie
Los Angeles County var et af de oprindelige counties i Californien, som blev oprettet samtidig med Californiens indlemmelse i Unionen i 1850. Dele af countyets områder blev til countyerne San Bernardino County i 1853, til Kern County i 1866 og til Orange County i 1889. 

## Byer

### De største
(Indbyggertallene stammer fra folketællingen i 2010)
1. Los Angeles 3.792.621
2. Long Beach 462.257
3. Glendale 191.719
4. Santa Clarita 176.320
5. Lancaster 156.633
6. Palmdale 152.750
7. Pomona 149.058
8. Torrance 145.438
9. Pasadena 137.122
10. El Monte 113.475
11. Downey 111.772
12. Inglewood 109.673
13. West Covina 106.098
14. Norwalk 105.549
15. Burbank 103.340

Den mindste by i Los Angeles County, City of Vernon har kun 91 indbyggere (pr. 2000).

### Alfabetisk oversigt
- Agoura Hills
- Alhambra
- Arcadia
- Artesia
- Avalon
- Azusa
- Baldwin Park
- Bell
- Bell Gardens
- Bellflower
- Beverly Hills
- Bradbury
- Burbank
- Calabasas
- Carson
- Cerritos
- City of Industry
- Claremont
- Commerce
- Compton
- Covina
- Cudahy
- Culver City
- Diamond Bar
- Downey
- Duarte
- El Monte
- El Segundo
- Gardena
- Glendale
- Glendora
- Hawaiian Gardens
- Hawthorne
- Hermosa Beach
- Hidden Hills
- Huntington Park
- Inglewood
- Irwindale
- La Cañada Flintridge
- La Habra Heights
- La Mirada
- La Puente
- La Verne
- Lakewood
- Lancaster
- Lawndale
- Lomita
- Long Beach
- Los Angeles
- Lynwood
- Malibu
- Manhattan Beach
- Maywood
- Monrovia
- Montebello
- Monterey Park
- Norwalk
- Palmdale
- Palos Verdes Estates
- Paramount
- Pasadena
- Pico Rivera
- Pomona
- Rancho Palos Verdes
- Redondo Beach
- Rolling Hills
- Rolling Hills Estates
- Rosemead
- San Dimas
- San Fernando
- San Gabriel
- San Marino
- Santa Clarita
- Santa Fe Springs
- Santa Monica
- Sierra Madre Også en bjergkæde:S.M. Occidental (dansk (Den vestlige) Moderbjergkæde;danner med Sierra Madre Oriental (østlige) og S.M. del Sur (sydlige), som ligger syd for i forlængelse af Rocky Mountains, en del af Den amerikanske Cordillera (Den amerikanske bjergkæde), som er bjergkæder, som ligger fra Alaska til Antarktis
- Signal Hill
- South El Monte
- South Gate
- South Pasadena
- Temple City
- Torrance
- Vernon
- Walnut
- West Covina
- West Hollywood
- Westlake Village
- Whittier